# ポルシェ・901
ポルシェ・901は、ドイツ（当時は西ドイツ）の自動車メーカーであるポルシェが開発したスポーツカー「911」のうち、1964年から1977年にかけて製造・販売されていた初代モデルを指すコードネームである。

## 解説
ポルシェは1963年のフランクフルトモーターショーにおいて、356の後継となる新型スポーツカーのプロトタイプを発表した。この時点では開発コードそのままに「901」と名乗っていたが、プジョーが中央に0の入った3桁数字をすべて商標登録していたため「911」と改められ、1964年から生産を開始した。後のモデルと比べて全幅が狭いことから「ナロー」という通称で呼ばれる。技術担当重役はF.トマラ、エンジン開発主任はフェルディナント・ピエヒ、車体のデザインはフェルディナント・アレクサンダー・ポルシェが担当した。
エンジンは新たに開発された空冷水平対向6気筒で、内径φ80 mm×行程66 mm。低騒音と高出力を兼ね備えており将来性があるとの観点から、従来のOHVに代わりSOHCが採用された。当初、排気量は大きなマージンを取り、かつ手の届きやすい価格にするために1,991 ccとしたものの、後の市場の要求次第で2.7 L程度まで拡大できるようになっていた。総アルミニウム合金製のクランクケース、チェーン駆動によるカムシャフト、ドライサンプ、鉄製シリンダーライナーをアルミフィンで包んだバイラル構造シリンダー、軸流式冷却ファンなどが特徴点として挙げられる。キャブレターはソレックストリプルチョーク40PIオーバーフロー型を2基装着。クラッチはフィヒテル&ザックス（Fichtel & Sachs、現ZF）が生産した砂型アルミニウム鋳物製で軸間距離は68 mm、φ215 mm単板ダイアフラム式。
暖房はヒートエクスチェンジャーに加え、補助的にメインタンクのガソリンを燃料とし、電気的に点火するエバスペッヒャーの燃焼式ヒーターを標準採用した。
1967年のフランクフルトモーターショーでタルガトップモデルが発表された。
日本には1965年よりミツワ自動車によって輸入が開始された。
1974年からはアメリカ合衆国の連邦自動車安全基準 (Federal Motor Vehicle Safety Standard, FMVSS) のバンパー強度規定Std215に則り、前後に大型の5マイルバンパーが装着されるようになった（通称：ビッグバンパー）。
なお、その翌年の1975年に登場したターボモデルは新たに「930」の型式名を得ているが、自然吸気（NA）モデルは1977年まで901型のまま生産が継続された。

## バリエーション

### Oシリーズ
- 911 - エンジンは圧縮比9.0で130 PS（96kW、128hp）/6,100rpm、17.8kgm/4,200rpmの901/01型が搭載されていた。プロトタイプは高度な腕を持つ職人が個々に作っていたので問題が起こらなかったが、大量生産を始めるとフロントキャンバー4分、リアキャンバー1度6分、フロントトーイン15から20分、リアトーイン0から - 2分、キャスター7度45分[2]という厳しいサスペンション調整に関する公差を守れず、初期の製品は非常にハンドリングが神経質となったため、11kgもの鋳鉄製の錘2つが「バンパー補強材」の名目でフロントバンパー両側に取り付けられた。初期型に搭載されていたソレックス製キャブレターでは2,500 - 3,000rpmの領域でパワーが出ず、ソレックスの工場に社員が派遣されたが効果は上がらず、1966年2月から元々ランチア・フラミニアV6用に開発されたウェーバー401IDA3C/40IDA3C1に変更され、これによりエンジン形式名が901/05型エンジンとなった。911Sに先行して採用されていた新型のヒートエクスチェンジャーが1966年11月に採用され、暖房の効きが改善されると同時に、バルブオーバーラップを小さくした901/06型エンジンとなった。
- 911S（1966年7月25日発表、1967年発売） - Sはスポーツを意味する。軽合金鍛造ピストン採用、バルブ大径化とオーバーラップ引き上げ、ポート大径化、圧縮比9.8で160PS（118kW、158hp）/6,600rpm、18.2kgm/5,200 rpmの901/02型エンジンを搭載し、リアトレッドを拡大されたモデル。トランスミッションは5速のみ高くし911用を流用している。新型のヒートエクスチェンジャーが使用され、暖房の効きが改善された。ブレーキは通風式となった。

### Aシリーズ
1967年8月から1968年7月まで生産された。ホイールが5.5J15に変更された。セミオートマチックトランスミッションであるスポルトマチック905型のオプション設定がされた。スポルトマチック搭載車はエンジン形式が別になっているが、装着に必要なアタッチメントラグを持つ以外の差はない。ブレーキが2系統に増えた。燃焼式ヒーターはオプションになった。
- 911L（1968年発売） - 911Tが出た事で、それまでの911の名称を改称。Oシリーズの911Sに続いてブレーキが通風式になった。引き続き901/06型エンジン、スポルトマチック車は901/07型エンジン。アメリカ仕様[注釈 6]901/14、アメリカ仕様スポルトマチック車901/17。
- 911T（1968年発売） - 912に代わる廉価版として、カムシャフトや圧縮比変更（圧縮比8.6）で110 PS/5,800 rpm、16.0 kgm/4,200 rpmにデチューンされた901/03型エンジンを搭載。足回りはスタビライザーを外しソフトにして中低速域の扱いよさ、乗り心地を向上させた。エンジンのシリンダーブロックの材質をアルミから鋳鉄に変更。ピストン、クランクシャフトも一般の911の鍛造から鋳造に変更されるとともにカウンターウェイトを省略。内装もプラスチックやビニールレザー多用など各所でコストダウンして作られた。しかしこれは、レース車輛への改造を念頭に入れた物でもあった。レース用に交換、除去される部分をあらかじめ安く作って安く提供する事でプライベーターの負担を軽減した。レースで使うなら、高価な911Sでも廉価な911Tでも交換、除去するパーツは同じであり、逆にレギュレーションで交換の許されないシリンダーヘッド、バルブ径などは911Sと共通であった。レース用ベース車とも取れ、事実、ポルシェはTをSとは同じツーリングカークラス参加へ公認申請、多くの911Tのエンブレムをつけた車がレースに参加しており「T」の名称はツーリングクラス出場権を表す「T」とも読めた。
- 1968年セミオートマチックトランスミッションであるスポルトマチックの設定がされ、スポルトマチック車は901/13型エンジン、ブレーキが通風式となった。
- 911S - エンジンはOシリーズと同一。スポルトマチック車は901/08型エンジン。
- 911R（1967年限定発売） - レース、ラリー用特殊モデル。デュアルイグニッション、特殊軽合金製シリンダーブロックの採用、圧縮比10.3、バルブの大径化と開閉タイミング変更、ウェーバー46IDAキャブレター採用等ポルシェ・906とほぼ同等のチューニングを受け、210 PS/8,000 rpm、21 kgm/6,000 rpmを発生する901/22型[注釈 7]エンジンを搭載した。ボディーはフロントフェンダー、前後リッド、バンパーがグラスファイバーに、窓がアクリル板にそれぞれ置換、内装も簡素化され、車両重量は800 kgと大幅に軽量化された。先行試作3台と量産20台、計23台が生産された。量産型は製造をカール・バウアが担当し、窓が薄く軽量化されているなど細部が異なる。また量産型のうち数台はワークスに残ってレースに参戦した。1967年にイタリア、トスカーナの公道サーキット (永久サーキットのムジェロ・サーキットの前身) で行なわれたフレスコバルディ・トロフィー (国際スポーツカー選手権第9戦) へプロトタイプ2リットルクラスで参加しクラス優勝 (総合3位、上位2台は同2リットル超クラスの910)、スポルトマチック搭載車がマラトン・ド・ラ・ルート（マラソン・デ・ラ・ルート）で総合優勝、1968年トスカーナの公道サーキットで行なわれたムジェロ・グランプリで総合3位入賞 (上位2台は同クラスのアルファロメオ・Ｔ33/2と910)、1969年ツール・ド・フランスで総合優勝、DOHCの916型エンジン搭載車がツール・ド・コルスで優勝。1967年モンツァ・サーキットで本来出場予定だった906の代役でスピード世界記録に挑戦、この際持ち込まれたエンジンが挑戦開始直前に100時間耐久ベンチテストを済ませ、点検のために降ろされていたエンジンで、本来記録挑戦に使えるようなものではなかったが手違いで持ち込まれたことが判明し、時間がなかったためそのまま使用され、トヨタ・2000GTが持っていた記録を大幅に更新、連続走行15,000 km、10,000 マイル、20,000 km、72時間、90時間の世界新記録と14の2,000 ccクラス国際新記録を達成した。

| 種目         | 平均最高速度 |
| ------------ | ------------ |
| 3時間        | 226.69 km/h  |
| 6時間        | 225.26 km/h  |
| 12時間       | 214.56 km/h  |
| 24時間       | 212.31 km/h  |
| 48時間       | 210.14 km/h  |
| 72時間       | 209.95 km/h  |
| 96時間       | 209.23 km/h  |
| 1,000マイル  | 225.63 km/h  |
| 2,000マイル  | 211.54 km/h  |
| 5,000マイル  | 212.24 km/h  |
| 10,000マイル | 210.29 km/h  |
| 1,000 km     | 226.25 km/h  |
| 2,000 km     | 217.00 km/h  |
| 5,000 km     | 212.25 km/h  |
| 10,000 km    | 210.22 km/h  |
| 15,000 km    | 210.02 km/h  |

### Bシリーズ
1968年8月から1969年7月まで生産された。ホイールベースが2,271 mmに延長されるなどで操縦性が大幅に改善され、ポール・フレールは「ポルシェの中古車を買おうとしている人々に、それ以前の車は考えない方がいいとわたしは助言してきた」と書いている。185/70VR15タイヤと6J15inホイールを納めるためにホイールアーチがつくようになり、これ以降「ナロー」の俗称を使わない者もいる。911Eと911Sの燃料供給がボッシュ製6プランジャーメカニカルインジェクションに変更され、出力が向上するとともに燃費が改善され、また点火が容量放電となって渋滞時のプラグ汚損が軽減された。リアウィンドーに熱線が入り、オルタネーターが770 Wに大容量化されている。エアコンがオプション設定された。シフトパターンが一速が左上に来る一般的な物になった。
- 911T - クランクケースがマグネシウム圧力鋳造品に変更されることで10 kg軽量化された。ブレーキのパッド面積は前52.5 cm2、後52.5 cm2。
- 911E（1969年発売） - 911Lからの改名。圧縮比9.1で140 PS/6,600 rpm、17.8 kgm/4,500 rpmの901/09型エンジン、スポルトマチック901/11型エンジン。
- 911S - 170 PS/6,800 rpm、18.5 kgm/5,500 rpmの901/10型エンジン。オイルクーラーが新設された。フロントブレーキキャリパーはアルミニウム製となりパッド面積は前78 cm2、後52.5 cm2、ライニング13 mm厚。

### Cシリーズ
1969年8月から生産された。内径φ84 mm×行程66 mmに拡大し排気量2,195 cc。マニュアルトランスミッションのケースがアルミニウムダイカスト製に強化された911型となり、クラッチはφ225 mmに大径化された。マニュアルトランスミッションケースは後にマグネシウム合金製に変更された。
- 911T/2.2 - 125 PS/5,800 rpm、18.0 kgm/4,200 rpmの911/03型エンジンに変更した。スポルトマチック装備は911/06型、US仕様は911/07型、US仕様スポルトマチック装備は911/08型エンジン。キャブレターがソレックス製からゼニス・ストロンバーグ製に置換された[3]。マニュアルトランスミッションは4速が標準でオプションで5速も選択できた。マニュアルトランスミッション車のブレーキが通風式となりこれで全車種通風式となった。容量放電が911Tにも採用され、全車種容量放電点火となった。
- 911E/2.2 - マニュアルトランスミッションは5速が標準。155 PS/6,200 rpm、19.5 kgm/4,500 rpmの911/01型、スポルトマチックは911/04型エンジン。自動車高調整機能付きハイドロニューマチックストラットを装備している[3]<。
- 911S/2.2 - 180 PS/6,500 rpm、20.3 kgm/5,200 rpmの911/02型エンジン。マニュアルトランスミッションは5速のみでスポルトマチックは用意されなかった。

### Dシリーズ
1971年7月まで生産された。
- 911T -
- 911E -
- 911S -

### Eシリーズ
1971年8月から生産された。内径φ84×行程φ70.4mmで排気量2,341 ccに拡大された。マニュアルトランスミッションはレース用の916型をベースとし軸間距離 77mmに拡大されたマグネシウムダイキャスト製5速915型または4速915型に変更された。クラッチがφ225 mmに拡大された。オプションのスポルトマチックも強化されつつトルク比2.2に変更された4速925型または3速925/10型に変更された。エンジンオイルのタンクが右後輪の前に移動された。
- 911T/2.4 - 130 PS/5,600 rpm、20 kgm/4,000 rpmの911/57型エンジン、スポルトマチックは911/67型エンジン。ヨーロッパ仕様のゼニス製キャブレターのままではアメリカの排気ガス規制に適合できず、アメリカ仕様は911E/2.4や911S/2.4と共通の6プランジャー（機械式）燃料噴射ポンプを採用し、140 PS/5,600 rpm、20 kgm/4,000 rpmの911/51型エンジン、スポルトマチックは911/61型エンジンとなった。アメリカの排出ガス規制が厳しくなり、1973年1月よりボッシュのKジェトロニックに変更され、圧縮比8.0で140 PS/5,700 rpm、20.5 kgm/4,000 rpmの911/91エンジン、スポルトマチックは911/96型エンジンに置換された。
- 911E/2.4 - 165 PS/6,200 rpm、21 kgm/4,000 rpmの911/52型、スポルトマチックは911/62型エンジン。
- 911S/2.4 - 190 PS/6,500 rpm、22 kgm/4,000 rpmの911/53型、スポルトマチックは911/63型エンジン。

### Fシリーズ
1973年7月まで生産された。コストと使い勝手の面からエンジンオイルタンクが右後輪後部に戻された。
- 911T/2.4 -
- 911E/2.4 -
- 911S/2.4 -

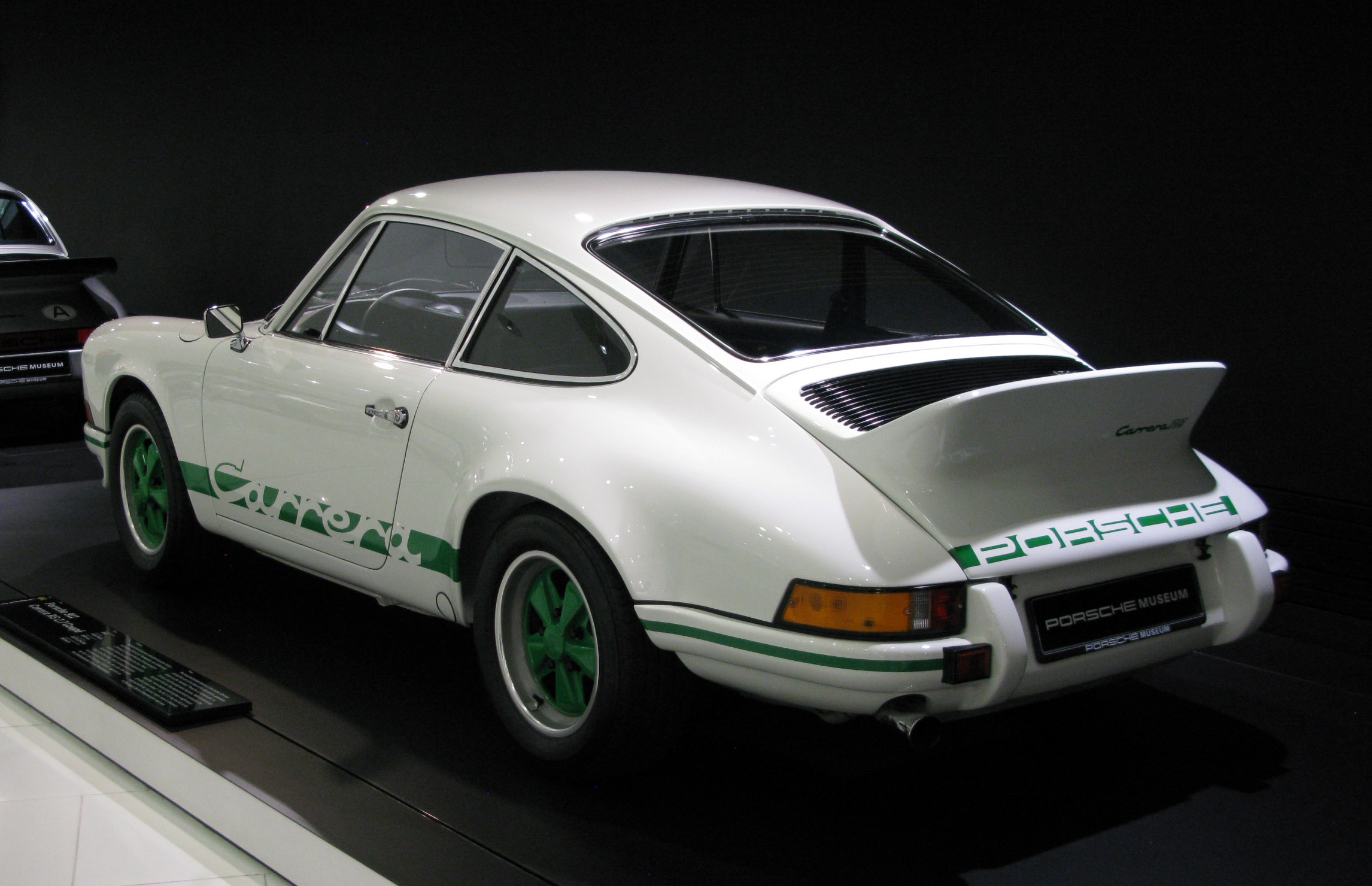
ダックテールが特徴的な911カレラRS2.7

- ダックテールが特徴的な911カレラRS2.7911カレラRS2.7（1973年限定生産） ? グループ4のホモロゲーションを取得するため911S/2.4をベースに当初500台が限定販売されたもので、ボディを軽量化し、内径φ90 mm×行程70.4 mm、圧縮比8.5で、2,687 ccで210 PS/6,300 rpm、26 kgm/5,600 rpmの911/83型エンジンを搭載した。ツーリング、スポーツ、レーシングの3グレードがあり、スポーツグレードの重量は960 kg、ツーリングは1075kg[4]。当初の生産台数はすぐに売り切り、1,000台以上が追加生産されたためグループ3のホモロゲーションも得た。日本に正規輸入されたのはスポーツグレードのみで14台。「73（ナナサン）カレラ」と俗称され名車として現在まで語り継がれている。トランスミッションは5速915型のみ。917からフィードバックされた技術で、アルミニウムシリンダーの摺動面にニッケルとシリコンの化合物を付着させた「ニカシル」めっきシリンダーにより、ボアピッチを広げること無くこの大きな内径を実現している。ホイールはフロント6J15、リア7J15。タイヤはフロント185/70VR15、リア215/60VR15。

### Gシリーズ
1973年8月から1974年7月まで生産された。外観が、米国の連邦自動車安全基準 (Federal Motor Vehicle Safety Standard, FMVSS) のバンパー強度規定Std215に従った5マイルバンパーの装着により一新された。以降930型が製造中止になる1989年まで「ビッグバンパー」と俗称されたが、ノンターボモデルは901型のまましばらく生産された。
エンジンは、内径φ90 mm×行程70.4 mmの2,681 ccに拡大された。ニカシルシリンダーで後アルシルシリンダーに変更された。リアサスペンションアームがアルミニウム鋳物製となった。
- 911/2.7 - カムシャフトが新型の911/97型に変更された911/92型エンジン、スポルトマチックが911/97型エンジン。
- 911S/2.7 - カムシャフトが新型の911/98型に変更された911/93型エンジン、スポルトマチックは911/98型エンジン。
- 911SC/2.7 -
- 911カレラRS3.0（1975年限定発売） ? 109台生産され、うち50台以上がカレラRSRに改造された。内径φ95 mm×行程70.4 mm、圧縮比10.3の2,994 ccで230 PS/6,200 rpm、28.0 kgm/5,000 rpmの911/77型エンジン。燃料供給はボッシュメカニカルインジェクション。トランスミッションは5速915型のみ。ブレーキはポルシェ・917から流用したアルミニウム製。ボディ重量は900 kg。
- カレラRSR（1975年限定発売） - 911カレラRS2.7をレース用に改造したもので排気量2,806 cc、300 PS/8,000 rpm、33.0 kgm/6,500 rpmの911/72型エンジンを搭載している。ブレーキは917から流用しカムシャフトは906から流用している。ボディ重量は900 kg。1975年には、排気量2,994 cc、出力が345 PSまで向上している。

### Hシリーズ
1974年8月から1975年7月まで生産された。オルタネーターが980 Wに大容量化され、ヒートエクスチェンジャーが改良され、オプションだった燃焼式ヒーターは廃止された。排出ガス対策の影響でポルシェ史上初めてアメリカ市場向けのエンジンの公称性能を他の市場向けより低く称した。
- 911/2.7 - ボッシュKジェトロニックで150 PS/5,700 rpm、24 kgm/3,800 rpmの911/41型エンジン、スポルトマチックは911/46型エンジン。アメリカには輸出されなかった。
- 911S/2.7 - ボッシュKジェトロニックで175 PS/5,800 rpm、24 kgm/4,000 rpmの911/42型エンジン、スポルトマチックは911/47型エンジン。アメリカ市場向けは165 PS、23 kgmの911/43型エンジン、スポルトマチックは911/48型エンジン。カリフォルニア向けはEGRを装着し160 PS、22.4 kgmの911/44型エンジン、スポルトマチックは911/49型エンジン。
- 911SC/2.7 - 機械インジェクションで210 PS。

### Iシリーズ
1975年8月から生産された。ブレーキのパッド面積は前78 cm2、後52.5 cm2。オートチョークを装備した。給油ポンプが大型化され、冷却ファンが5枚羽根に強化された。Hシリーズ911/2.7に相当するグレードは廃止され、Hシリーズ911S/2.7に相当する911/2.7と911SC/2.7に相当する911カレラ3.0のみとなった。1976年から全車種溶融亜鉛めっきで防錆処理されたティッセン（現ティッセンクルップ）製鋼板を採用し、ボディの耐久性が大幅に向上した。サイドミラーの角度調整が電動式となった。
- 911/2.7 - Hシリーズの911S/2.7に搭載されていたエンジンを搭載した。
- 911カレラ3.0 - 内径φ95 mm×行程70.4 mmの2,994 cc。オプションで前が7J15inホイールに205/50VR15タイヤでトレッド1,398 mm、後が8J15inホイールに225/50VR15タイヤでトレッド1,405 mm。
- 911リミテッド（1976年限定発売） - フェルディナント・ポルシェ生誕100周年[6]を記念し500台限定。一般の911より70万円も高価であったが日本でも50台が販売された。外部塗装は、ダイヤモンドシルバーメタリック。薄く色が入ったアロイホイール、布ばりシート、パワーウィンドー、フロント色ガラスが特別仕様。

### Kシリーズ
1977年7月まで生産された。
- 911/2.7
- 911カレラ3.0 - オプションで前が7J16inホイールに205/55VR16タイヤでトレッド1,438 mm、後が8J16inホイールに225/50VR16タイヤでトレッド1,511mm。

### Lシリーズ
1977年8月から生産された。180 PS/5,800 rpm、25 kgm/4,000 rpmのエンジン。